# Ньян, Ибраима
Ибраима Ньян (фр. Ibrahima Niane; 11 марта 1999 года, Мбур) — сенегальский футболист, нападающий клуба «Анже».

## Клубная карьера
В 2014 году Ньян на отборе игроков в национальную команду Сенегала до 17 лет был замечен скаутами клуба «Женерасьон Фут», куда он вскоре перешёл. В 2014—2016 годах он сыграл несколько матчей за основной состав клуба и участвовал в победном для команды розыгрыше Кубка Сенегала, а в сезоне 2016/17 стал одним из ключевых игроков команды и помог ей выиграть чемпионат Сенегала.
Летом 2017 года Ньян подписал пятилетний контракт с французским клубом «Мец», который поддерживает тесное сотрудничество с «Дженерейшен Фут». Уже в сезоне 2017/18 18-летний нападающий стал игроком главной команды. 5 августа 2017 года он дебютировал в Лиге 1 в матче против «Генгама», выйдя на замену на 70-й минуте вместо Готье Эна.

## Выступления за сборную
В мае 2017 года Ньян выступал за сборную Сенегала среди игроков до 20 лет на чемпионате мира среди молодёжных команд, который проходил в Южной Корее. На турнире он сыграл 4 матча и забил 1 гол.